# Home Office

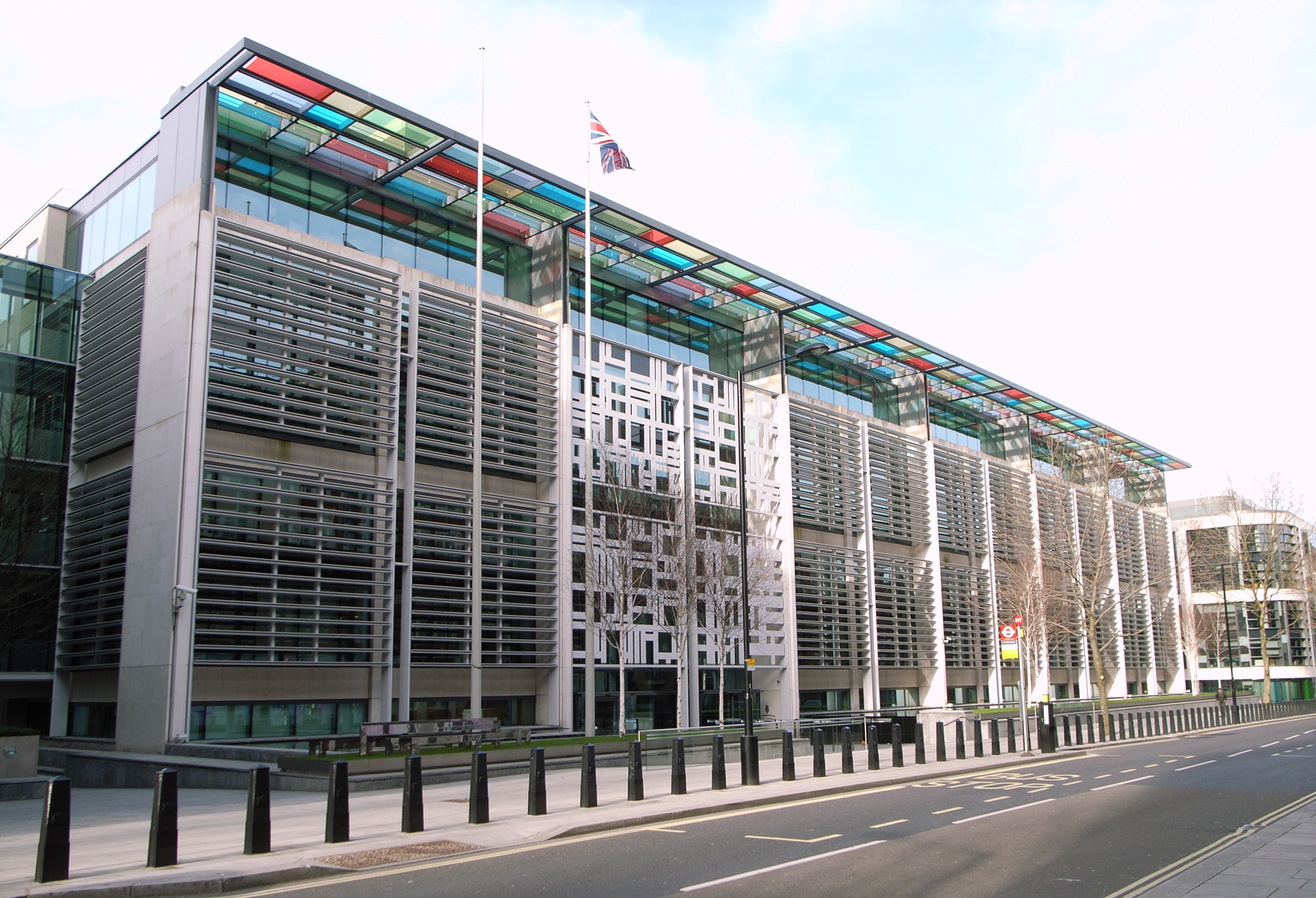
Siedziba Home Office

Home Office (HO, ang. Biuro Krajowe), znane również (zwłaszcza w oficjalnych dokumentach i gdy jest określany w parlamencie) jako Home Department – departament rządu Wielkiej Brytanii odpowiedzialny za politykę imigracyjną, bezpieczeństwo i porządek publiczny. Odpowiednik ministerstwa spraw wewnętrznych w innych krajach. Do zadań wykonywanych przez biuro należą: zwalczanie przestępczości (w tym nadzór nad policją), przeciwdziałanie terroryzmowi, polityka narkotykowa i alkoholowa, ochrona granic i kontrolowanie imigracji, wydawanie paszportów i wiz, a także ochrona i ratownictwo pożarowe. Na czele departamentu stoi sekretarz stanu ds. wewnętrznych (Secretary of State for the Home Department). Siedziba Home Office mieści się w Londynie, pod adresem 2 Marsham Street.
Departament powstał w 1782 roku, przejmując od urzędu sekretarza stanu (Secretary of State) odpowiedzialność nad szeroko pojętymi sprawami wewnętrznymi. Równolegle powołane zostało Foreign Office, w którego gestii znalazły się sprawy zagraniczne. Zakres odpowiedzialności biura zmieniał się na przestrzeni lat, obejmując w przeszłości m.in. zdrowie publiczne, edukację czy pracę. Do 2007 roku Home Office odpowiadało za wymiar sprawiedliwości i więziennictwo, kiedy to funkcję tę przejęło nowo powołane Ministerstwo Sprawiedliwości (Ministry of Justice).